# Drymoda
Drymoda – rodzaj roślin z rodziny storczykowatych (Orchidaceae). Do tego rodzaju zaliczane są trzy gatunki. Rośliny występują w krajach Azji Południowo-Wschodniej, w Laosie, Tajlandii, Mjanmie oraz na Nowej Gwinei. Rośliny wytwarzają dysko-podobne pseudobulwy.
Obrót roślinami tego rodzaju jest ograniczony, aby uniknąć wykorzystywania, które mogłoby doprowadzić do zagrożenia bądź wyginięcia rodzaju.

## Systematyka
Rodzaj sklasyfikowany do podplemienia Dendrobiinae w plemieniu Dendrobieae, podrodzina epidendronowe (Epidendroideae), rodzina storczykowate (Orchidaceae), rząd szparagowce (Asparagales) w obrębie roślin jednoliściennych.
Rośliny te włączane są także do rodzaju bulbofylum Bulbophyllum.
Wykaz gatunków
- Drymoda digitata (J.J.Sm.) Garay, Hamer & Siegerist
- Drymoda picta Lindl.
- Drymoda siamensis Schltr.